# Typhlops granti
Typhlops granti là một loài rắn trong họ Typhlopidae. Loài này được Ruthven & Gaige mô tả khoa học đầu tiên năm 1935.